# Hitler vs Picasso et les autres
Pour plus de détails, voir Fiche technique et Distribution.
Hitler vs Picasso et les autres (Hitler contro Picasso e gli altri) est un film documentaire réalisé par Claudio Poli sorti en 2018.

## Synopsis
Pendant la période nazie, au nom de l'art pur aryen, le régime  organise deux expositions à Munich en 1937, une d' « art classique » et l'autre d'« art dégénéré ». C'est l'occasion pour le régime sous les ordres d'Hitler et de Goering de faire main basse sur les œuvres des grands maîtres classiques  pour la création du « Louvre de Linz » et d'enrichir leurs collections personnelles.

## Fiche technique
- Titre français : Hitler versus Picasso et les autres
- titre original : Hitler contro Picasso e gli altri
- Réalisation : Claudio Poli
- Genre : documentaire, historique
- Pays :  Italie
- Distribution : Pathé Live
- Durée : 96 minutes
- Date de sortie : 17 septembre 2018

## Distribution
- Toni Servillo : narrateur
- Timothy Garton Ash : lui-même
- Jean-Marc Dreyfus : lui-même
- Edgar Feuchtwanger : lui-même
- Simon Goodman : lui-même
- Berthold Hinz (de) : lui-même
- Meike Hoffmann (de) : elle-même
- Eva Kleeman : elle-même
- Markus Krischer : lui-même
- Daaf Ledeboer : lui-même
- Agnieszka Lulinska : elle-même
- Bernhard Maaz : lui-même
- Christopher A. Marinello : lui-même
- Elizabeth Royer : elle-même
- Cynthia Saltzman : elle-même
- Tom Selldorff : lui-même